# Alphonsine Strozzi
Alphonsine Strozzi (morte en 1586), comtesse de Fiesque, est la première dame d’honneur de la reine Catherine de Médicis de 1578 à 1589.

## Biographie
Fille de Roberto Strozzi et de Madeleine de Médicis, elle-même sœur de Lorenzino de Médicis et cousine de la reine, elle épouse en 1586 Scipion de Fiesque (1528-1598). Elle est la grand-mère de Charles de Fiesque, officier de l'entourage du Grand Condé.

## Sources
- Jacqueline Boucher, Deux épouses et reines à la fin du XVIe siècle: Louise de Lorraine et ...
- De la lecture des livres francois: 4-68